# Valle de San José (kommun)
Valle de San José är en kommun i Colombia.   Den ligger i departementet Santander, i den centrala delen av landet, 230 km nordost om huvudstaden Bogotá. Antalet invånare är 5 315. Arean är 99 kvadratkilometer.
Terrängen i Valle de San José är kuperad.